# Philibert Smellinckx
Philibert Smellinckx (ur. 17 stycznia 1911 w Saint-Gilles, zm. 8 kwietnia 1977 w Etterbeek) – belgijski piłkarz, reprezentant kraju, grający na pozycji obrońcy.

## Kariera klubowa
Swoją przygodę z piłką Smellinckx rozpoczął w zespole Royale Union Saint-Gilloise. W barwach tej drużyny odnosił największe sukcesy, czego efektem było trzykrotne mistrzostwo Belgii w sezonach 1932/33, 1933/34 i 1934/35. Jako zawodnik tej ekipy został także dwukrotnie powołany na Mundial w 1934 i 1938. 
Smellinckx opuścił zespół w 1946, w którego barwach zagrał w 307 spotkaniach, w których strzelił 7 bramek. Następnie od 1946 do 1949 występował w Royal Gosselies Sports. Jako zawodnik tego klubu zakończył karierę piłkarską.
| Sezon   | Klub                        | Kraj   | Rozgrywki     | Mecze | Bramki |
| ------- | --------------------------- | ------ | ------------- | ----- | ------ |
| 1928/29 | Royale Union Saint-Gilloise | Belgia | Eerste klasse | 4     | 0      |
| 1929/30 | Royale Union Saint-Gilloise | Belgia | Eerste klasse | 18    | 0      |
| 1930/31 | Royale Union Saint-Gilloise | Belgia | Eerste klasse | 25    | 1      |
| 1931/32 | Royale Union Saint-Gilloise | Belgia | Eerste klasse | 12    | 0      |
| 1932/33 | Royale Union Saint-Gilloise | Belgia | Eerste klasse | 19    | 0      |
| 1933/34 | Royale Union Saint-Gilloise | Belgia | Eerste klasse | 24    | 0      |
| 1934/35 | Royale Union Saint-Gilloise | Belgia | Eerste klasse | 25    | 1      |
| 1935/36 | Royale Union Saint-Gilloise | Belgia | Eerste klasse | 25    | 1      |
| 1936/37 | Royale Union Saint-Gilloise | Belgia | Eerste klasse | 24    | 1      |
| 1937/38 | Royale Union Saint-Gilloise | Belgia | Eerste klasse | 26    | 0      |
| 1938/39 | Royale Union Saint-Gilloise | Belgia | Eerste klasse | 21    | 0      |
| 1939/40 | Royale Union Saint-Gilloise | Belgia | Eerste klasse | 8     | 0      |
| 1940/41 | Royale Union Saint-Gilloise | Belgia | Eerste klasse | 9     | 0      |
| 1941/42 | Royale Union Saint-Gilloise | Belgia | Eerste klasse | 24    | 2      |
| 1942/43 | Royale Union Saint-Gilloise | Belgia | Eerste klasse | 30    | 1      |
| 1943/44 | Royale Union Saint-Gilloise | Belgia | Eerste klasse | 29    | 0      |
| 1944/45 | Royale Union Saint-Gilloise | Belgia | Eerste klasse | 15    | 0      |
| 1945/46 | Royale Union Saint-Gilloise | Belgia | Eerste klasse | 1     | 0      |
| 1946/47 | Royal Gosselies Sports      | Belgia |               | 29    | 2      |
| 1947/48 | Royal Gosselies Sports      | Belgia |               | 27    | 0      |
| 1948/49 | Royal Gosselies Sports      | Belgia |               | 3     | 0      |

## Kariera reprezentacyjna
Karierę reprezentacyjną rozpoczął 22 października 1933 w meczu przeciwko Niemcom, przegranym 1:8. W 1934 został powołany przez trenera Hectora Goetincka na Mistrzostwa Świata we Włoszech.
Jego reprezentacja poległa w pierwszej rundzie z Niemcami 2:5, a Smellinckx rozegrał pełne 90 minut. Znalazł się także w kadrze na Mistrzostwa Świata 1938, pełniąc rolę rezerwowego. 
Ostatni mecz w drużynie narodowej rozegrał 27 lutego 1938. Przeciwnikiem była Holandia, a mecz zakończył się porażką Belgów 2:7. Smellinckx łącznie w latach 1933–1938 zagrał w 19 spotkaniach reprezentacji Belgii. 
| Mecze i gole w reprezentacji | Mecze i gole w reprezentacji | Mecze i gole w reprezentacji | Mecze i gole w reprezentacji | Mecze i gole w reprezentacji | Mecze i gole w reprezentacji | Mecze i gole w reprezentacji |
| #                            | Data                         | Miasto                       | Przeciwnik                   | Gol                          | Wynik                        | Rozgrywki                    |
| ---------------------------- | ---------------------------- | ---------------------------- | ---------------------------- | ---------------------------- | ---------------------------- | ---------------------------- |
| 1.                           | 22.10.1933                   | Duisburg                     | III Rzesza                   |                              | 1:8                          | towarzyski                   |
| 2.                           | 21.01.1934                   | Bruksela                     | Francja                      |                              | 2:3                          | towarzyski                   |
| 3.                           | 25.02.1934                   | Dublin                       | Irlandia                     |                              | 4:4                          | El. MŚ 1934                  |
| 4.                           | 11.03.1934                   | Amsterdam                    | Holandia                     |                              | 3:9                          | towarzyski                   |
| 5.                           | 29.04.1934                   | Deurne                       | Holandia                     |                              | 2:4                          | El. MŚ 1934                  |
| 6.                           | 27.05.1934                   | Florencja                    | III Rzesza                   |                              | 2:5                          | MŚ 1934                      |
| 7.                           | 31.03.1935                   | Amsterdam                    | Holandia                     |                              | 2:4                          | towarzyski                   |
| 8.                           | 14.04.1935                   | Bruksela                     | Francja                      |                              | 1:1                          | towarzyski                   |
| 9.                           | 28.04.1935                   | Bruksela                     | III Rzesza                   |                              | 1:6                          | towarzyski                   |
| 10.                          | 12.05.1935                   | Bruksela                     | Holandia                     |                              | 0:2                          | towarzyski                   |
| 11.                          | 30.05.1935                   | Bruksela                     | Szwajcaria                   |                              | 2:2                          | towarzyski                   |
| 12.                          | 17.11.1935                   | Bruksela                     | Szwecja                      |                              | 5:1                          | towarzyski                   |
| 13.                          | 16.02.1936                   | Bruksela                     | Polska                       |                              | 0:2                          | towarzyski                   |
| 14.                          | 08.03.1936                   | Colombes                     | Francja                      |                              | 0:3                          | towarzyski                   |
| 15.                          | 29.03.1936                   | Amsterdam                    | Holandia                     |                              | 0:8                          | towarzyski                   |
| 16.                          | 03.05.1936                   | Bruksela                     | Holandia                     |                              | 1:1                          | towarzyski                   |
| 17.                          | 24.05.1936                   | Bazylea                      | Anglia                       |                              | 3:2                          | towarzyski                   |
| 18.                          | 30.01.1938                   | Paryż                        | Francja                      |                              | 3:5                          | towarzyski                   |
| 19.                          | 27.02.1938                   | Rotterdam                    | Holandia                     |                              | 2:7                          | towarzyski                   |

## Sukcesy
Royale Union Saint-Gilloise
- Mistrzostwo Division 1 (3): 1932/33, 1933/34, 1934/35